# 아르메니아 인종
아르메니아 인종(Armenoids)은 역사적 인종개념에 있어서 코카서스 인종의 일파로 아르메니아, 북동 터키에 거주하는 인종이다.
단두(短頭)이고 모발은 암갈색 내지 흑색이며 직모(直毛)이다. 코는 튀어나와서 매부리코로 되어 있다.

## 같이 보기
- 코카서스 인종
- 역사적 인종개념
- 인종
- 현생 인류의 아프리카 기원